# Luagala
Luagala ist ein Verwaltungsbezirk (englisch Ward) des Distrikts Tandahimba in der tansanischen Region Mtwara.

## Geografie
Luagala liegt im Südosten von Tansania etwa 20 Kilometer Luftlinie nordwestlich der Distrikthauptstadt Tandahimba. Der Bezirk grenzt im Nordosten an Litehu, im Südosten an Mkonjowano, im Süden an Chaume, im Südwesten an Nandwahi, im Westen an Chiwonga und im Nordwesten an Ngunja. Bei der Volkszählung 2022 lebten 8600 Menschen in 2613 Haushalten auf einer Fläche von 84 Quadratkilometern.

## Gliederung
Der Bezirk besteht aus sechs Gemeinden (Mtaa) mit 23 Orten (Kitongoji):
| Michinji - Mvuleni - Idamnole - Tulieni - Niamoja - Kibaha - Mikumbi | Mkola Chini - Shuleni - Mapinduzi - Muungano | Mkola - Juu Bondeni - Kilimani | Chidede - Kuluyenda Juu - Kuluyenda Chini | Luagala - Kariakoo - Mlimani - Mjimpya - Bondeni - Uhuru | Kigamboni - Kigamboni - Jitegemee - Miembeni - Kibaha - Tankini |

## Infrastruktur
- Bildung: Die Luagala Secondary School ist eine staatliche weiterführende Schule. Sie bildet Tages- und Internatsschüler bis zur 4. Stufe aus.[8] Der katholische Orden „Schwestern des Erlösers“ betreibt im Bezirk eine Hauswirtschaftsschule.[9]
- Gesundheit: Im Bezirk befindet sich ein von der römisch-katholischen Kirche geleitetes Gesundheitszentrum.[10]